# Überführung Weg Hesseler
Die Überführung Weg Hesseler war eine Straßenbrücke, die im Beckumer Stadtteil Vellern die Bundesautobahn 2 bei Streckenkilometer 371,9 zwischen den Anschlussstellen Beckum und Oelde überspannte (alter Standort). Das seit 1991 denkmalgeschützte Bauwerk wurde 1938 errichtet und ist eine der ältesten Spannbetonbrücken und weltweit eine der ersten Brücken, die im Spannbettverfahren gebaut wurde. Ein Ersatzneubau wurde im Sommer 2012 ausgeschrieben.

## Geschichte

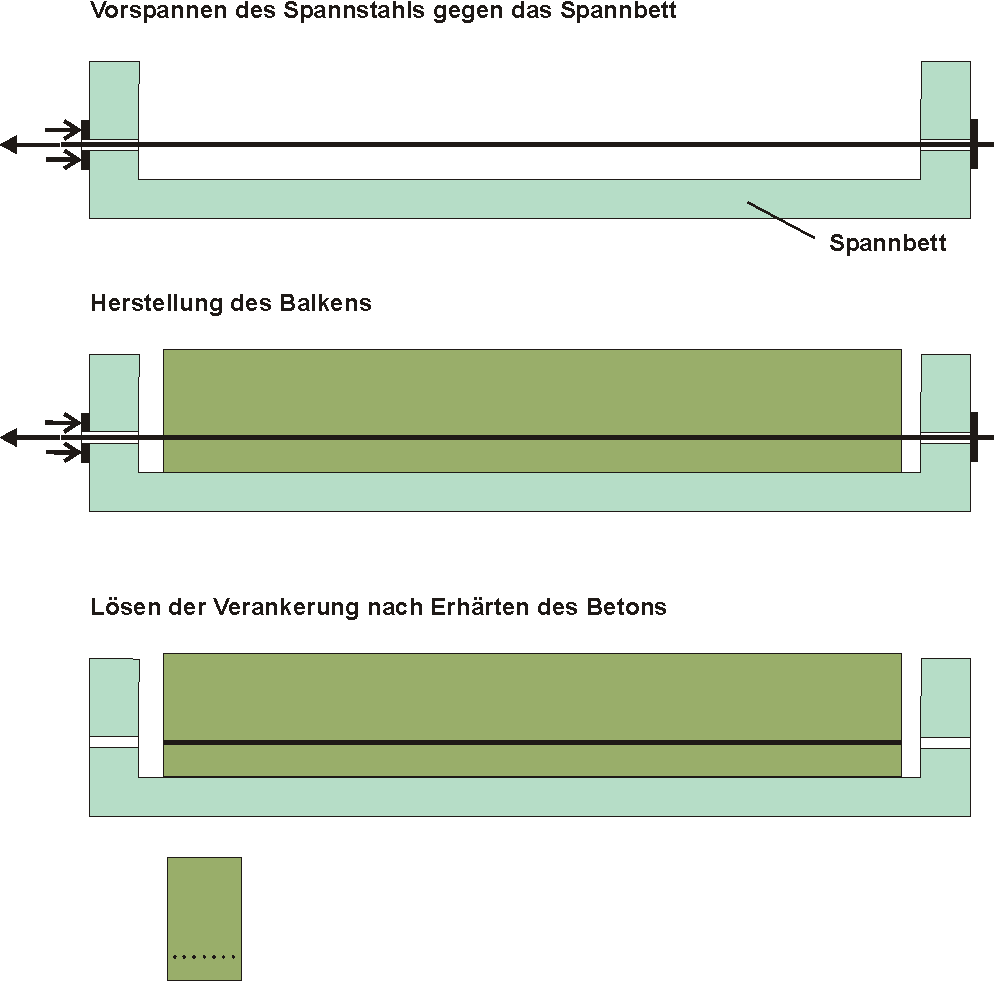
Spannbettvorspannung (Vorspannung mit sofortigem Verbund)

Im Rahmen des Baus der Reichsautobahn zwischen Dortmund und Hannover entstand die Brücke 1938 in der Bauerschaft Hesseler zur Überführung eines Weges zu einem Bauernhof. Zur Ausführung kam anstelle einer damals üblichen zweifeldrigen Stahlbetonbrücke eine 33 Meter weit spannende, einfeldrige Balkenbrücke, die mit Spannbeton mit sofortigem Verbund gemäß Patenten von Eugène Freyssinet aus den Jahren 1928 bis 1930 gebaut wurde. Das ausführende Bauunternehmen, die Neue Baugesellschaft Wayss & Freytag AG, hatte 1935 die Alleinlizenz für Deutschland zur Anwendung des Bauverfahrens erworben. Das Tragverhalten der neuartigen Konstruktion ließ Wayss & Freytag zwischen 1935 und 1938 mit zwei Spannbetonträgern in Versuchen erforschen. Der Erfinder, Freyssinet, besuchte die Baustelle und begutachtete die Baumaßnahme. Nach der ersten Spannbetonbrücke im Verbund in Deutschland bei Beckum wurde 1941 noch eine größere Autobahnbrücke über die Glatzer Neiße mit 14 vorgespannten Fertigteilbalken mit 42,3 Meter Stützweite errichtet.
1963 wurde bei der Überführung Weg Hesseler die Betondeckung durch eine etwa 2 Zentimeter dicke Spritzbetonschicht erhöht. 1967 beschädigte der Anprall eines Großraumkesseltransportes einen Brückenträger stark. 1969 folgte zur Verbesserung der lichten Durchfahrtshöhe ein Anheben des Brückenüberbaus um 30 Zentimeter an der Südseite und 47 Zentimeter an der Nordseite. 1988 gab es eine erneute Instandsetzung durch Spritzbeton, insbesondere im Bereich des Anprallschadens, die wenig erfolgreich war. Beim Ausbau der Autobahn in dem Streckenabschnitt auf drei Richtungsfahrstreifen Ende des 20. Jahrhunderts konnte die Brücke durch eine bauliche Einengung der Standstreifenbreite erhalten bleiben. Außerdem wurde 1998 der Spritzbeton entfernt und durch ein Oberflächenschutzsystem ersetzt. In den folgenden Jahren musste aber die Brückenunterseite zur Sicherung vor herabfallenden Betonteilen, wie schon 1996, mit Netzen abgehängt werden.
Die Brücke ist seit dem 24. Januar 1991 als technisches Denkmal in die Denkmalliste der Stadt Beckum eingetragen. Im Denkmalbescheid heißt es: „Die Brücke aus der Frühzeit des deutschen Autobahnbaus ist bedeutend für die Entwicklung der Arbeits- und Produktionsverhältnisse […], da sie einen wichtigen technischen Entwicklungsschritt im Spannbetonbau dokumentiert.“ Am 5. Juni 2012 wurde ein Neubau für das Ersatzbauwerk Weg Hesseler über die A 2 bei BAB-Kilometer 371,901 ausgeschrieben.
Am Wochenende 29./30. September 2012 wurde der Brückenüberbau zwecks Erhalt als Baudenkmal von seinem ursprünglichen Standort auf den 1,5 km entfernten A2-Parkplatz der Raststätte Vellern (Fahrtrichtung Dortmund-Hannover) versetzt.
Der Überbau wurde instand gesetzt und ist nun begehbar und mit Sitzgelegenheiten ausgestattet. Die Gesamtkosten dieser Maßnahmen in Höhe von 300.000 Euro riefen beim Bund der Steuerzahler und auch bei überregionalen Medien Kritik hervor.

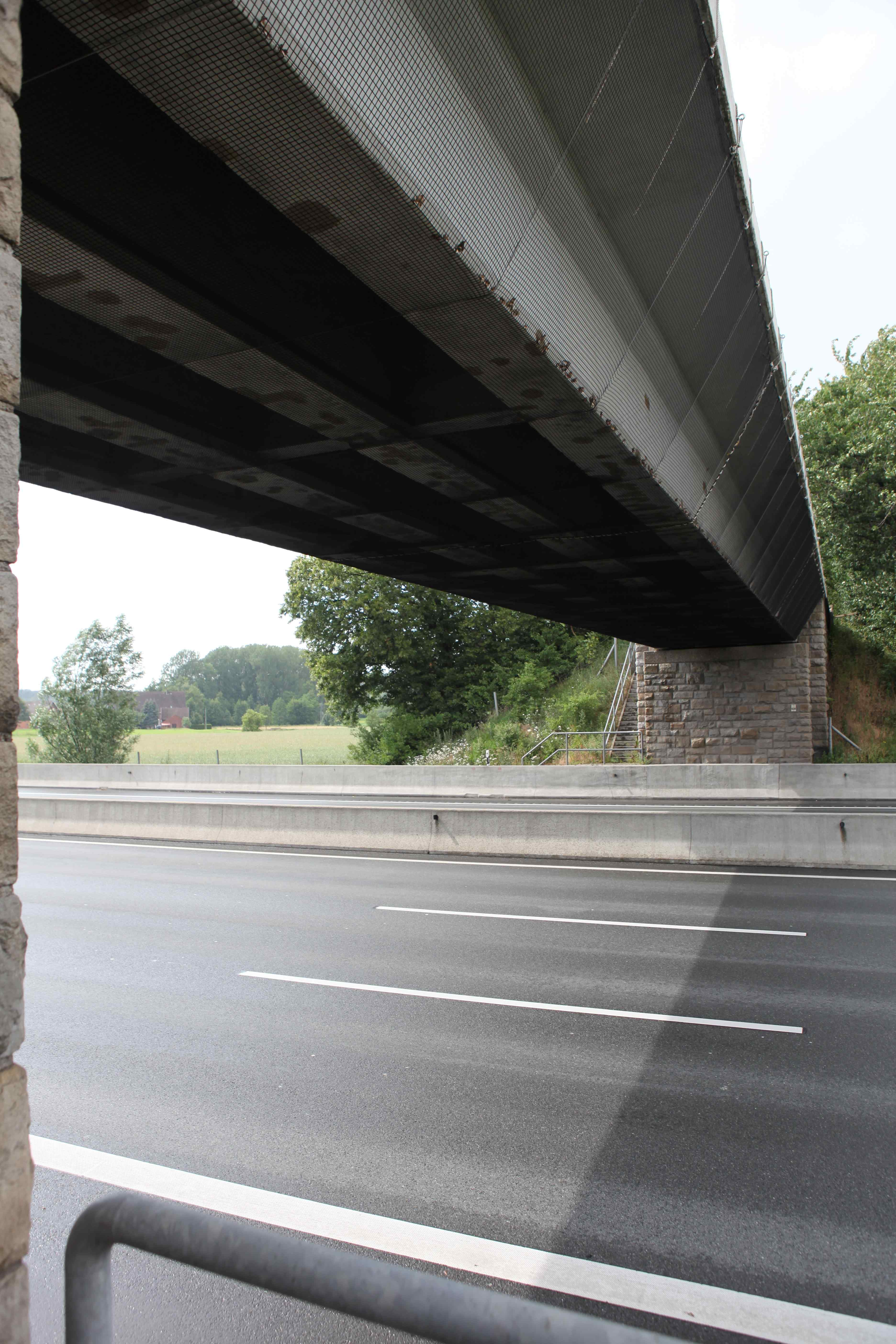
Brückenuntersicht

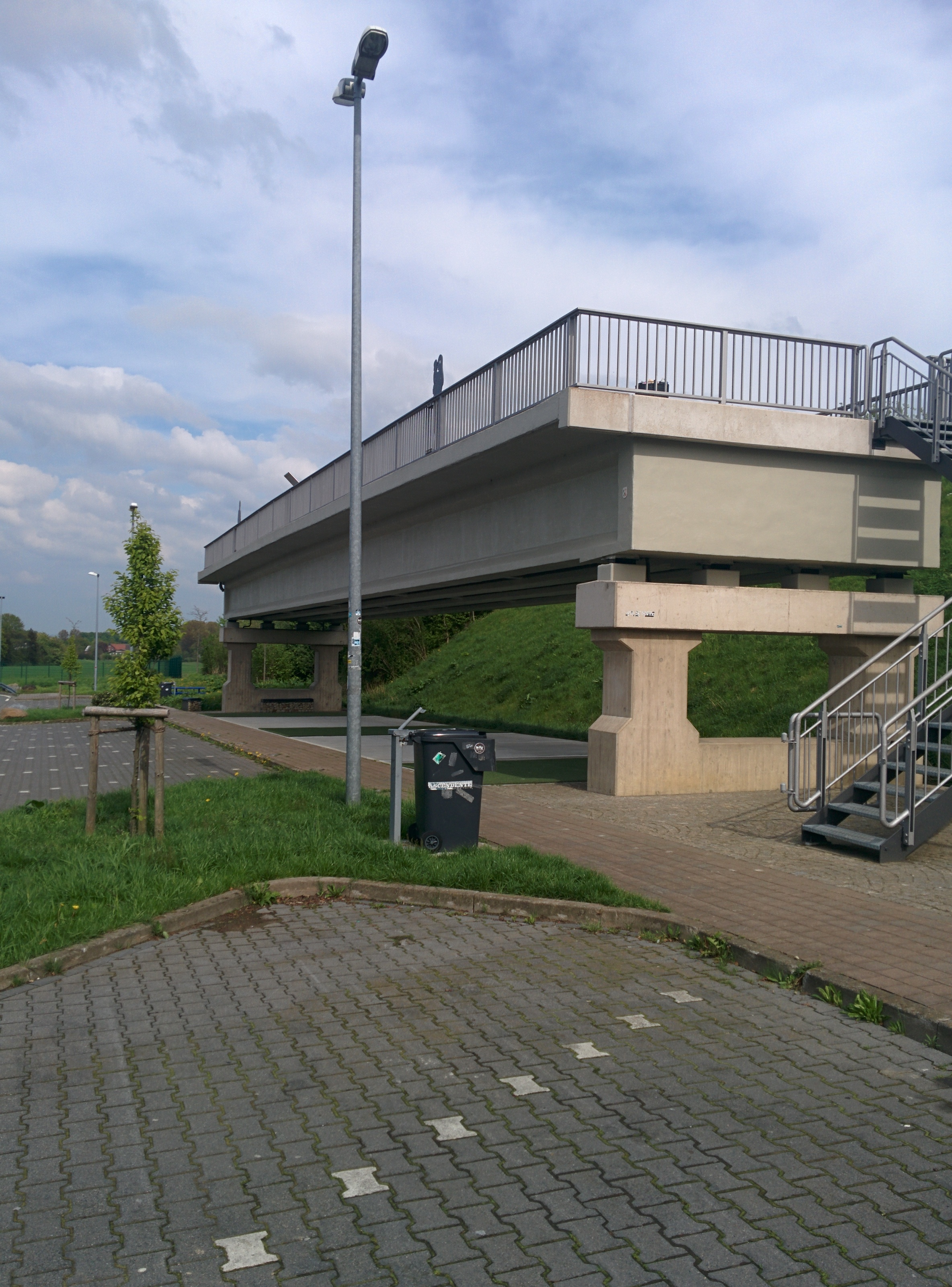
Die Brücke an ihrem neuen Standort auf dem Parkplatz der Raststätte Vellern

## Konstruktion
Der Überbau der 6,4 Meter breiten Brücke hat einen Plattenbalkenquerschnitt, bestehend aus vier 1,6 Meter hohen Einzelbalken mit I-Querschnitten und mit einem Achsabstand von 1,4 Metern, die eine insgesamt 27 Zentimeter dicke Fahrbahnplatte aus Stahlbeton verbindet. Die Bemessung der Brücke mit einer 5,0 Meter breiten Fahrbahn erfolgte für die Belastung durch eine Dampfwalze mit 7 Tonnen Gewicht und einen Lastkraftwagen mit 6 Tonnen Gewicht.

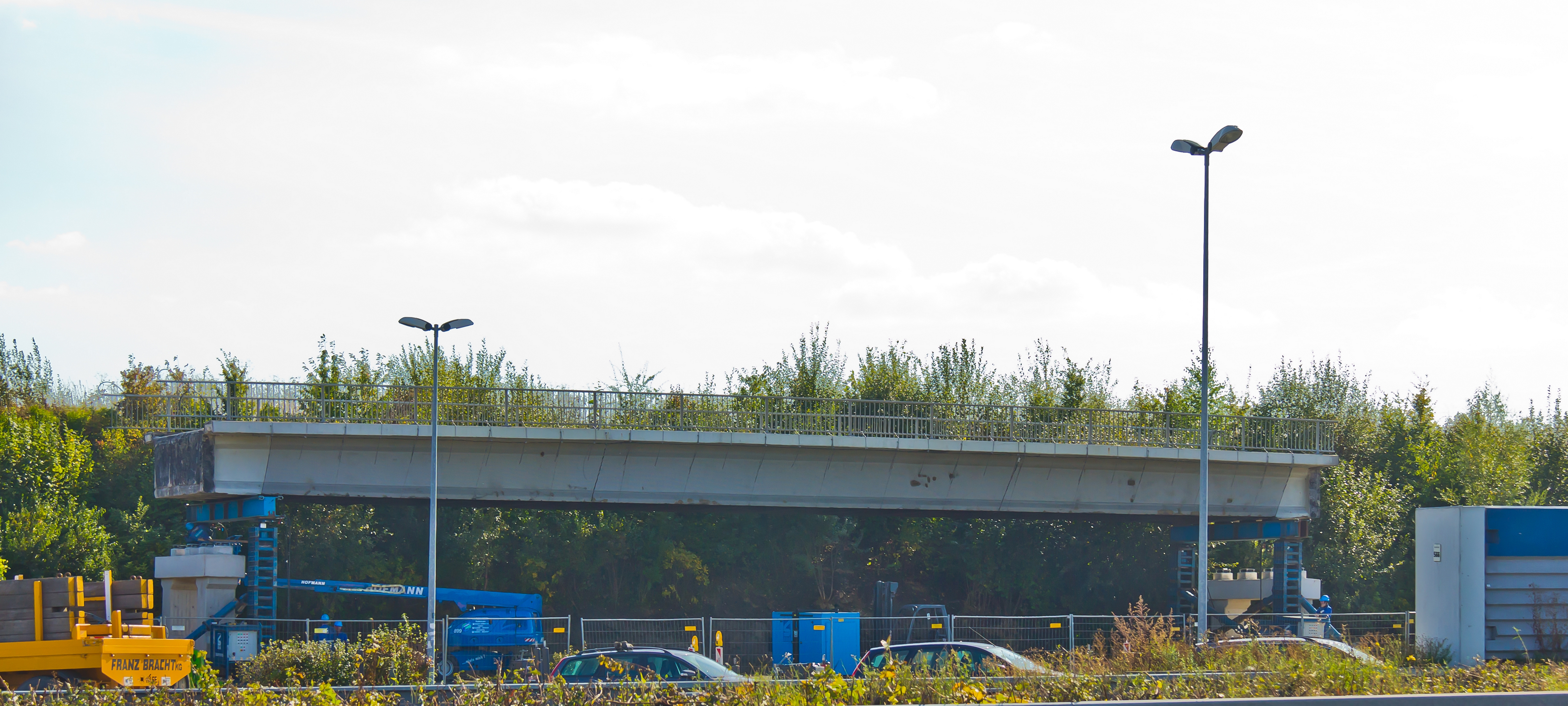
Als Denkmal auf dem Rastplatz Vellern am 30. September 2012

Die Träger wurden jeweils in einer Woche, seitlich der Brücke in gleicher Höhe zur Endlage, mit einer Schalung aus Stahlsegmenten hergestellt und dann auf die Kastenwiderlager verschoben, die eine Pfahlgründung haben. Im ersten Arbeitsschritt wurde der Untergurt betoniert, beheizt und ausgeschalt. Im zweiten Schritt folgten Steg und Obergurt, wobei auch die Stegbügel vorgespannt wurden. In dem Untergurt sind 52 hochfeste Spannstähle mit einer Festigkeit von 980 N/mm2 und jeweils 14 Millimeter Durchmesser und im Obergurt und Steg 24 Stähle mit jeweils 10 Millimeter Durchmesser im gespannten Zustand einbetoniert. Nach dem Erhärten und Ausschalen des kompletten Betonquerschnitts wurden im letzten Schritt der unterhalb der Träger liegende Spannbalken, der als Spannbett diente, mit einer Kühlvorrichtung entspannt und somit die Vorspannkräfte in den Beton der Brückenträger übergeleitet. Die planmäßige Betondeckung beträgt nur 1,5 Zentimeter.